# Богатин, Дмитрий Гаврилович

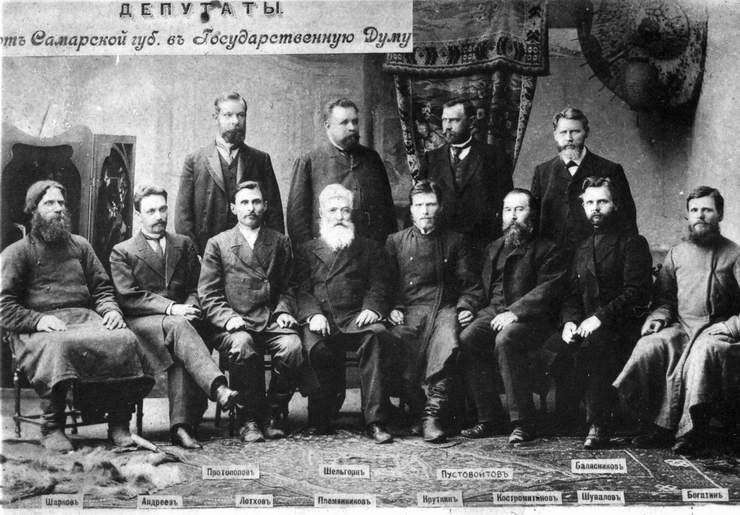
Члены государственной Думы Первого созыва от Самарской губернии. Первый ряд (слева направо) — П. В. Шарков, А. А. Андреев, И. С. Лотхов, В. А. Племянников, М. М. Круткин, Г. Н. Костромитинов, И. Е. Шувалов, Д. Г. Богатин; Второй ряд — Д. Д. Протопопов, Г. Х. Шельгорн, И. И. Пустовойтов, В. Ф. Балясников.

Дмитрий Гаврилович Богатин (1865 — не раньше 1916) — крестьянин, депутат Государственной думы I созыва от Самарской губернии.

## Биография
Русский, православный. Родился в 1865 году. Крестьянин Бузулукского уезда Самарской губернии. Грамоте научился на военной службе. Служил волостным судьёй.
26 марта 1906 избран в Государственную думу I созыва от общего состава выборщиков Самарского губернского избирательного собрания. Избран по соглашению с комитетом партии «Народной свободы». После избрания подписал телеграмму Самарских депутатов графу Витте с протестом против смертных казней. Беспартийный, тяготел к правым. Трудовики в своем издании «Работы Первой Государственной Думы» также политическую позицию Богатина характеризуют как «Б. пр.». Это означает, что беспартийный Богатин поселился на казённой квартире Ерогина, нанятой на государственные деньги для малоимущих депутатов, специально для их обработки в проправительственном духе, и оставался там до конца работы Думы.
Дальнейшая судьба Д. Г. Богатина неизвестна.